# Història de la lingüística
La història de la lingüística és l'evolució del pensament sobre el llenguatge i sovint es barreja amb altres disciplines com la filosofia del llenguatge, la semiòtica o amb la gramàtica de cada època. La diferència fonamental amb aquestes és que la lingüística estudia el funcionament dels idiomes i no solament la correcció de determinades construccions o qüestions conceptuals relacionades amb la ment o la realitat.
L'especulació sobre el llenguatge data de l'antiguitat, si bé la lingüística no va assolir un rol de ciència fins a finals del segle xviii (fins aleshores se n'ocupaven diverses branques d'estudi com la retòrica).

## Època antiga i medieval

### Índia
Les discussions teòriques índies tenen dues grans preocupacions: el significat dels textos sagrats i establir les unitats que formen la llengua. Les dues qüestions van lligades, ja que s'observa que segons com s'usi la llengua, es modifica la interpretació dels textos, per la qual cosa cal conèixer com funciona l'idioma (el sànscrit) i quina relació té amb allò que expressa.
Es descobreix el concepte de fonema i de morfema (si bé no reben encara aquests noms), afirmant que el llenguatge té una doble articulació: és la suma d'una sèrie de sons que per ells mateixos no tenen sentit però que l'adquireixen en petits conjunts. La paraula, així, és la combinació tant dels sons que la formen com d'aquests conjunts semàntics. No totes les paraules, però, són iguals, sinó que actuen d'una forma concreta segons el tipus de significat que transmetin i segons com es combinin amb altres mots; s'inicia així el concepte de categoria gramatical. El primer lingüista a establir una divisió dels tipus de paraules va ser Yaska, divisió consolidada a la gramàtica de Pànini, que va esdevenir normativa.

### Grècia i Roma
Els primers pensadors grecs es van preguntar per la relació entre llenguatge i realitat, ja que es van adonar que la llengua era convencional, és a dir, no hi havia un vincle unívoc i necessari entre el món i les paraules usades per expressar-lo. Proves d'aquesta manca d'univocitat eren les diferents llengües, les ambigüitats i la possibilitat de la metàfora o el sentit figurat; hi havia diverses maneres de dir una mateixa cosa tant en un idioma com en d'altres i, per tant, l'elecció d'una forma determinada esdevenia qüestionable. D'aquí van sorgir les primeres polèmiques sobre la superioritat d'una llengua davant les veïnes (com reflecteix la idea grega de "bàrbar") i la pregunta sobre què hi havia d'universal en tot acte comunicatiu.
El llenguatge es veia com una eina poderosa que permetia influir en els altres, per això es van desenvolupar les escoles d'oratòria amb els filòsofs sofistes, on s'ensenyaven tècniques per polir el mateix discurs i fer-lo més atractiu i convincent. En aquestes escoles es va desenvolupar l'estudi de la gramàtica, perfeccionant la teoria sobre les parts de l'oració i introduint nocions com la de síl·laba. Els grecs van impulsar també la lexicografia amb el recull de termes i arrels per a l'ensenyament de la seva llengua, que havia esdevingut llengua de cultura.
El llatí va substituir el grec com a lingua franca i va centrar la gramàtica durant segles. Les primeres obres el relacionaven amb el món hel·lènic però posteriorment van anar guanyant en autonomia. El pensament teòric a Roma, però, va continuar les línies encetades pels pensadors grecs. Destaca la figura de Marc Terenci Varró.

### Edat mitjana
La gramàtica d'Ibn Abi Ishaq va inaugurar la reflexió sobre el llenguatge al món àrab, al segle viii. Els estudiosos àrabs van consolidar les disciplines de la lingüística de l'Edat antiga en cinc branques, que equivaldrien a les modernes semàntica, morfologia, sintaxi, etimologia i retòrica.
A Europa es va continuar la tradició llatina i es va aprofundir en qüestions d'interpretació a partir de la difusió de la Bíblia com a llibre sagrat. Va néixer el problema dels universals, heretant la disputa entre Plató i Aristòtil sobre l'existència efectiva o no dels conceptes abstractes, i van experimentar un auge els intents d'endevinar quina era la llengua de la creació, alhora llengua primera i perfecta, que va contribuir al desenvolupament de la lingüística diacrònica.
Amb el naixement i difusió de les llengües romàniques van aparèixer temes candents com la relació entre un poble i la seva llengua, que culminaria al Romanticisme. També de l'Edat Mitjana és la controvèrsia sobre quins aspectes són universals, comuns a totes les llengües, i quins depenen de l'idioma, fet que desembocaria en el segle XX en escoles innatistes com el generativisme o relativistes, com les seguidores de la hipòtesi de Sapir-Whorf.

## Lingüística moderna

### La lingüística fins alseglexix
Durant el Renaixement, el Barroc i la Il·lustració van aparèixer les gramàtiques de les llengües més parlades a Europa (la primera va ser la castellana, amb Elio Antonio de Nebrija) i van prosseguir les discussions sobre els temes encetats al període medieval. No va ser fins a finals de segle xviii que va canviar el panorama d'estudi, amb el naixement de la lingüística moderna o científica.
Aquesta va sorgir del comparatisme entre llengües per establir la relació genètica entre els idiomes coneguts, aplicant el concepte d'evolució de les ciències naturals. William Jones (filòleg) va ser la figura més destacada del moviment, ja que va establir per primer cop l'existència del protoindoeuropeu com a antecessor de la majoria de llengües parlades a Europa. Karl Brugmann i els neogramàtics van establir les lleis que regeixen el canvi en les llengües, sobretot en la fonètica, per poder establir períodes evolutius i filiacions.
Es va voler dotar als elements constitutius de la llengua d'objectivitat. Així, l'estructuralisme usava el mètode positivista per definir els trets que caracteritzaven aquests elements, als diferents nivells d'estudi de la lingüística. Ferdinand de Saussure i les seves dicotomies en són l'exemple més reeixit. La terminologia estructuralista forma la base de l'anomenada gramàtica tradicional però s'aplica només a camps d'elements finits i no va tenir tant de ressò en àrees com la semàntica, ja que el significat té un fort component subjectiu. Es pensava que el llenguatge pot expressar-se mitjançant la lògica, que va patir una gran transformació paral·lela. Els intents de crear una llengua que seguís aquesta lògica, com l'esperanto, van portar a reflexions sobre la naturalitat o no de les llengües.

### El segle XX
El segle xx va viure l'eclosió d'escoles enfrontades dins de la lingüística. D'una banda els seguidors de l'estructuralisme van seguir desenvolupant les seves aportacions, especialment a l'àrea de la sintaxi. De l'altra, va sorgir el generativisme de Noam Chomsky, amb els seus diferents corrents, que volia tornar a lligar pensament i llenguatge, perquè acusava els estructuralistes de tractar la llengua com un artifici desconnectat de la ment. Chomsky va recuperar l'innatisme de segles anteriors per proposar un llenguatge universal al cervell, que es plasma mitjançant transformacions en la gramàtica de cada idioma. La lingüística el que ha d'estudiar, perquè són les regles que regeixen aquestes transformacions.
De l'interès per unir ment i llengua van sorgir disciplines que analitzaven la relació entre la parla i l'individu com la sociolingüística, la psicolingüística i la lingüística cognitiva, entre d'altres. Dins la mateixa lingüística es va afegir un nou nivell d'estudi, la pragmàtica, que tenia en compte el context i no solament el llenguatge verbal. També va desenvolupar-se la lingüística aplicada, que lligava la reflexió teòrica a la tecnologia, com per exemple en el camp de la computació.